# Copa Decanos de los Andes
La Copa Decanos de los Andes es un torneo de fútbol, de carácter amistoso, que se realiza desde 2012, se realiza en los aniversarios de los clubes Santiago Wanderers de Chile y Quilmes AC de Argentina en partidos de ida y vuelta. Ambos clubes son los más antiguos de sus respectivos países y en un futuro se planea incorporar a otros "decanos" sudamericanos.

## Edición 2012

### Partido de ida
| 1          | POR        | David Reyes        | 45' |
| 16         | DEF        | Óscar Opazo        | 45' |
| 20         | DEF        | Eric Godoy         |     |
| 4          | DEF        | Eladio Herrera     | 45' |
| 24         | DEF        | Mauricio Prieto    | 45' |
| 21         | MED        | Tressor Moreno     | 62' |
| 27         | MED        | Piero Gárate       | 45' |
| 8          | MED        | Jorge Ormeño       | 45' |
| 22         | MED        | Jefferson Castillo | 62' |
| 9          | DEL        | Pablo Calandria    |     |
| 14         | DEL        | Luis Salmerón      | 62' |
| Entrenador | Entrenador | Arturo Salah       |     |

| 25         | POR        | Silvio Dulcich    | 79' |
| 22         | DEF        | German Mandarino  |     |
| 4          | DEF        | Jorge Serrano     | 74' |
| 3          | DEF        | Ernesto Goñi      |     |
| 13         | DEF        | Pablo Lima        | 57' |
| 21         | MED        | Gervasio Núñez    |     |
| 8          | MED        | Leandro Díaz      | 68' |
| 35         | MED        | Pablo Mattos      | 74' |
| 19         | MED        | Jacobo Mansilla   | 57' |
| 28         | DEL        | Martín Giménez    | 68' |
| 9          | DEL        | Fernando Telechea | 57' |
| Entrenador | Entrenador | Omar De Felippe   |     |

| 12 | POR | Mauricio Viana      | 45' |
| 2  | DEF | Franz Schulz        | 45' |
| 3  | DEF | Christian Sepúlveda | 45' |
| 19 | DEF | Boris Sandoval      | 45' |
| 5  | MED | Sebastián Méndez    | 45' |
| 23 | MED | Roberto Órdenes     | 45' |
| 11 | DEL | Ariel Cólzera       | 62' |
| 7  | DEL | Michael Silva       | 62' |
| 17 | DEL | Héctor Núñez        | 62' |

| 8  | DEL | Cristian Insaurralde | 57' |
| 32 | MED | Emiliano Carrasco    | 57' |
| 20 | MED | Ismael Quilez        | 57' |
| 36 | MED | Fernando Elizari     | 68' |
| 15 | MED | Miguel López         | 68' |
| 31 | DEF | Alan Alegre          | 74' |
| 29 | MED | Matías Morales       | 74' |
| 34 | POR | Gonzalo Acevedo      | 79' |

| Penal | 90' | Ariel Cólzera | 1-4 |

|         | 35' | Gervasio Núñez       | 0-1 |
|         | 38' | Leandro Díaz         | 0-2 |
| Autogol | 50' | Boris Sandoval       | 0-3 |
|         | 69' | Cristian Insaurralde | 0-4 |

| Amonestado | 82' | Matías Morales |

| Árbitro             | Claudio Puga        |
| Árbitros asistentes | Juan Maturana       |
| Árbitros asistentes | Christian Schiemann |
| Cuarto árbitro      |                     |

| 1          | POR        | David Reyes        | 45' |
| 16         | DEF        | Óscar Opazo        | 45' |
| 20         | DEF        | Eric Godoy         |     |
| 4          | DEF        | Eladio Herrera     | 45' |
| 24         | DEF        | Mauricio Prieto    | 45' |
| 21         | MED        | Tressor Moreno     | 62' |
| 27         | MED        | Piero Gárate       | 45' |
| 8          | MED        | Jorge Ormeño       | 45' |
| 22         | MED        | Jefferson Castillo | 62' |
| 9          | DEL        | Pablo Calandria    |     |
| 14         | DEL        | Luis Salmerón      | 62' |
| Entrenador | Entrenador | Arturo Salah       |     |

| 25         | POR        | Silvio Dulcich    | 79' |
| 22         | DEF        | German Mandarino  |     |
| 4          | DEF        | Jorge Serrano     | 74' |
| 3          | DEF        | Ernesto Goñi      |     |
| 13         | DEF        | Pablo Lima        | 57' |
| 21         | MED        | Gervasio Núñez    |     |
| 8          | MED        | Leandro Díaz      | 68' |
| 35         | MED        | Pablo Mattos      | 74' |
| 19         | MED        | Jacobo Mansilla   | 57' |
| 28         | DEL        | Martín Giménez    | 68' |
| 9          | DEL        | Fernando Telechea | 57' |
| Entrenador | Entrenador | Omar De Felippe   |     |

| 12 | POR | Mauricio Viana      | 45' |
| 2  | DEF | Franz Schulz        | 45' |
| 3  | DEF | Christian Sepúlveda | 45' |
| 19 | DEF | Boris Sandoval      | 45' |
| 5  | MED | Sebastián Méndez    | 45' |
| 23 | MED | Roberto Órdenes     | 45' |
| 11 | DEL | Ariel Cólzera       | 62' |
| 7  | DEL | Michael Silva       | 62' |
| 17 | DEL | Héctor Núñez        | 62' |

| 8  | DEL | Cristian Insaurralde | 57' |
| 32 | MED | Emiliano Carrasco    | 57' |
| 20 | MED | Ismael Quilez        | 57' |
| 36 | MED | Fernando Elizari     | 68' |
| 15 | MED | Miguel López         | 68' |
| 31 | DEF | Alan Alegre          | 74' |
| 29 | MED | Matías Morales       | 74' |
| 34 | POR | Gonzalo Acevedo      | 79' |

| Penal | 90' | Ariel Cólzera | 1-4 |

|         | 35' | Gervasio Núñez       | 0-1 |
|         | 38' | Leandro Díaz         | 0-2 |
| Autogol | 50' | Boris Sandoval       | 0-3 |
|         | 69' | Cristian Insaurralde | 0-4 |

| Amonestado | 82' | Matías Morales |

| Árbitro             | Claudio Puga        |
| Árbitros asistentes | Juan Maturana       |
| Árbitros asistentes | Christian Schiemann |
| Cuarto árbitro      |                     |

### Partido de vuelta
| 1          | POR        | Silvio Dulcich      | 45' |
| 4          | DEF        | Ismael Quilez       | 78' |
| 2          | DEF        | Wilfredo Olivera    |     |
| 6          | DEF        | Cristian Leyes      | 66' |
| 3          | DEF        | Leonel Bontempo     |     |
| 8          | MED        | Emiliano Carrasco   | 85' |
| 5          | MED        | Pablo Mattos        |     |
| 11         | MED        | Gervasio Núñez      |     |
| 15         | MED        | Miguel López        | 73' |
| 9          | DEL        | Sergio Hipperdinger | 45' |
| 7          | DEL        | Fernando Telechea   |     |
| Entrenador | Entrenador | Omar De Felippe     |     |

| 12         | POR        | Mauricio Viana     |     |
| 2          | DEF        | Franz Schulz       |     |
| 20         | DEF        | Eric Godoy         | 66' |
| 24         | DEF        | Mauricio Prieto    |     |
| 21         | DEF        | Óscar Opazo        | 85' |
| 23         | MED        | Diego Bórquez      |     |
| 8          | MED        | Jorge Ormeño       | 66' |
| 36         | MED        | Jimmy Cisterna     |     |
| 22         | MED        | Jefferson Castillo | 60' |
| 11         | DEL        | Ariel Cólzera      |     |
| 14         | DEL        | Luis Salmerón      |     |
| Entrenador | Entrenador | Ivo Basay          |     |

| 18 | MED | Adrián Toloza    | 45' |
| 12 | POR | Walter Benítez   | 66' |
| 14 | DEF | Jorge Serrano    | 66' |
| 17 | MED | Fernando Elizari | 73' |
| 16 | MED | Lucas Pérez      | 78' |
| 15 | MED | Matías Morales   | 85' |

| 28 | MED | Ronnie Fernández  | 60' |
| 15 | DEF | Moisés Villarroel | 66' |
| 26 | DEL | Agustín Parra     | 66' |
| 29 | DEL | Roberto Saldías   | 85' |

|  | 75' | Adrián Toloza  | 1-0 |
|  | 82' | Gervasio Núñez | 2-0 |

| Amonestado | 10' | Sergio Hipperdinger |

| Amonestado | 36' | Ariel Cólzera |
| Amonestado |     | Agustín Parra |

| Árbitro             | Federico Beligoy |
| Árbitros asistentes |                  |
|                     |                  |
| Cuarto árbitro      |                  |

| 1          | POR        | Silvio Dulcich      | 45' |
| 4          | DEF        | Ismael Quilez       | 78' |
| 2          | DEF        | Wilfredo Olivera    |     |
| 6          | DEF        | Cristian Leyes      | 66' |
| 3          | DEF        | Leonel Bontempo     |     |
| 8          | MED        | Emiliano Carrasco   | 85' |
| 5          | MED        | Pablo Mattos        |     |
| 11         | MED        | Gervasio Núñez      |     |
| 15         | MED        | Miguel López        | 73' |
| 9          | DEL        | Sergio Hipperdinger | 45' |
| 7          | DEL        | Fernando Telechea   |     |
| Entrenador | Entrenador | Omar De Felippe     |     |

| 12         | POR        | Mauricio Viana     |     |
| 2          | DEF        | Franz Schulz       |     |
| 20         | DEF        | Eric Godoy         | 66' |
| 24         | DEF        | Mauricio Prieto    |     |
| 21         | DEF        | Óscar Opazo        | 85' |
| 23         | MED        | Diego Bórquez      |     |
| 8          | MED        | Jorge Ormeño       | 66' |
| 36         | MED        | Jimmy Cisterna     |     |
| 22         | MED        | Jefferson Castillo | 60' |
| 11         | DEL        | Ariel Cólzera      |     |
| 14         | DEL        | Luis Salmerón      |     |
| Entrenador | Entrenador | Ivo Basay          |     |

| 18 | MED | Adrián Toloza    | 45' |
| 12 | POR | Walter Benítez   | 66' |
| 14 | DEF | Jorge Serrano    | 66' |
| 17 | MED | Fernando Elizari | 73' |
| 16 | MED | Lucas Pérez      | 78' |
| 15 | MED | Matías Morales   | 85' |

| 28 | MED | Ronnie Fernández  | 60' |
| 15 | DEF | Moisés Villarroel | 66' |
| 26 | DEL | Agustín Parra     | 66' |
| 29 | DEL | Roberto Saldías   | 85' |

|  | 75' | Adrián Toloza  | 1-0 |
|  | 82' | Gervasio Núñez | 2-0 |

| Amonestado | 10' | Sergio Hipperdinger |

| Amonestado | 36' | Ariel Cólzera |
| Amonestado |     | Agustín Parra |

| Árbitro             | Federico Beligoy |
| Árbitros asistentes |                  |
|                     |                  |
| Cuarto árbitro      |                  |